# Cueta grata
Cueta grata är en insektsart som beskrevs av Hölzel 1972. Cueta grata ingår i släktet Cueta och familjen myrlejonsländor. Inga underarter finns listade i Catalogue of Life.